# Giovanni Baglione

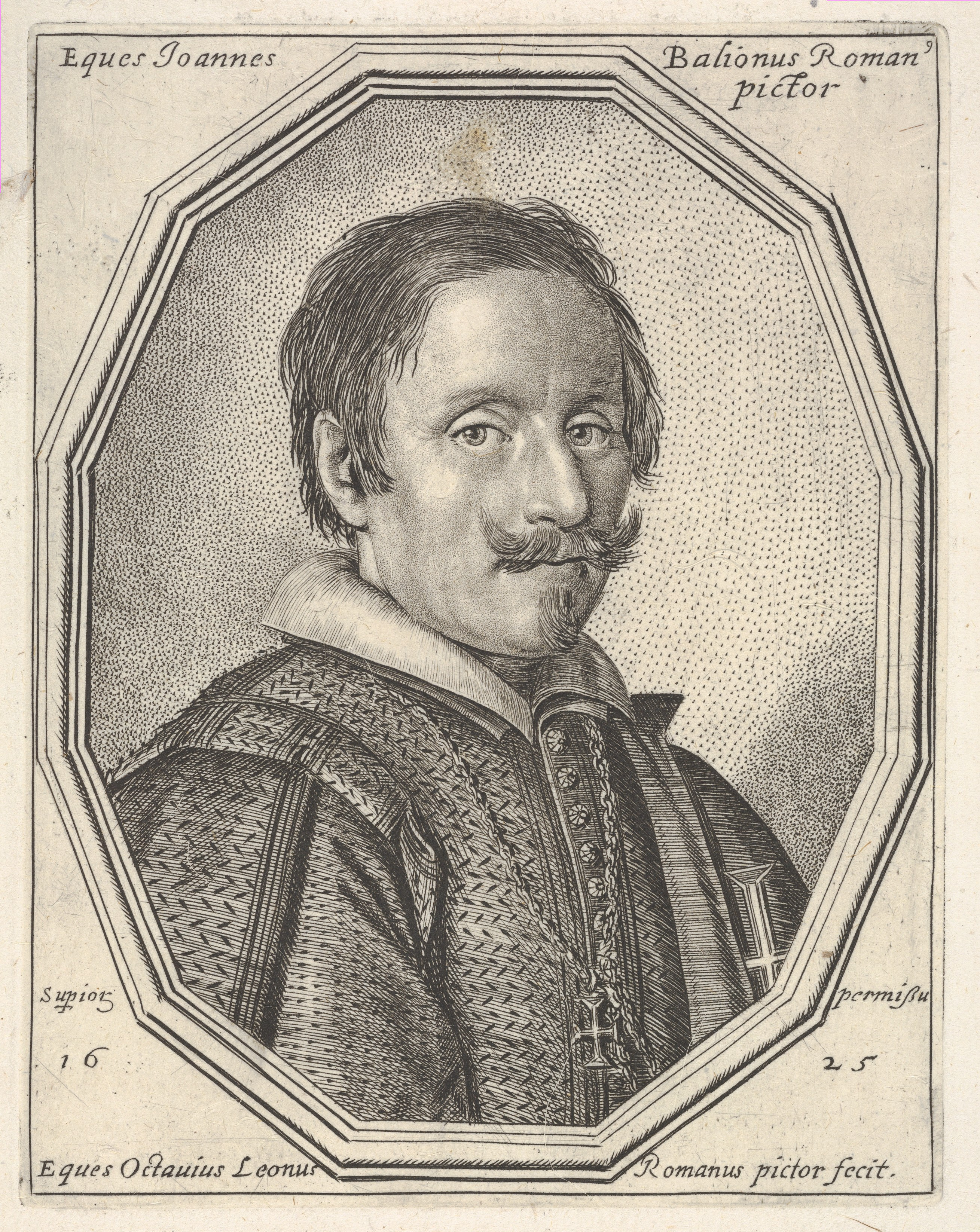
Giovanni Baglione, Kupferstich von Ottavio Leoni, 1625 (Metropolitan Museum of Art, New York)

Giovanni Baglione (sprich „dschiowanni baljone“) oder Baglioni (* 1566 in Rom; † 30. Dezember 1643 ebenda) war ein italienischer Maler und Freskant zwischen Manierismus und Barock, der für die Nachwelt vor allem als Kunstschriftsteller bekannt ist. Er wurde auch il sordo del Barezzo (oder Barozzo) genannt, was darauf hindeutet, dass er wohl schwerhörig oder sogar taub war.

## Leben und Werk

### Malerische Laufbahn
Er war ein Sohn des Tommaso Baglione und von dessen Frau Tommasa Grampi. Laut Bagliones eigenen Angaben lernte er zunächst zwei Jahre bei dem unbekannten florentinischen Maler Francesco Morelli.
Bereits 1589 war Giovanni Baglione unter der Leitung von Cesare Nebbia an Freskendekorationen im großen Saal der Biblioteca Vaticana beteiligt sowie im Lateranpalast und in der benachbarten Scala Santa. Um 1590 reiste er nach einer Krankheit nach Neapel, wo er im Atrium der Certosa di San Martino nur schlecht erhaltene Fresken malte. Seine frühen Werke sprechen eine manieristische Sprache, mit Einflüssen von Cavalier d’Arpino, Cristoforo Roncalli und Barrocci.
1593 wurde Baglione in die Accademia di San Luca, die Künstlervereinigung Roms, aufgenommen, und in den etwa 50 Jahren bis zu seinem Tode wurde er dreimal zum Leiter (principe) dieser Institution gewählt.

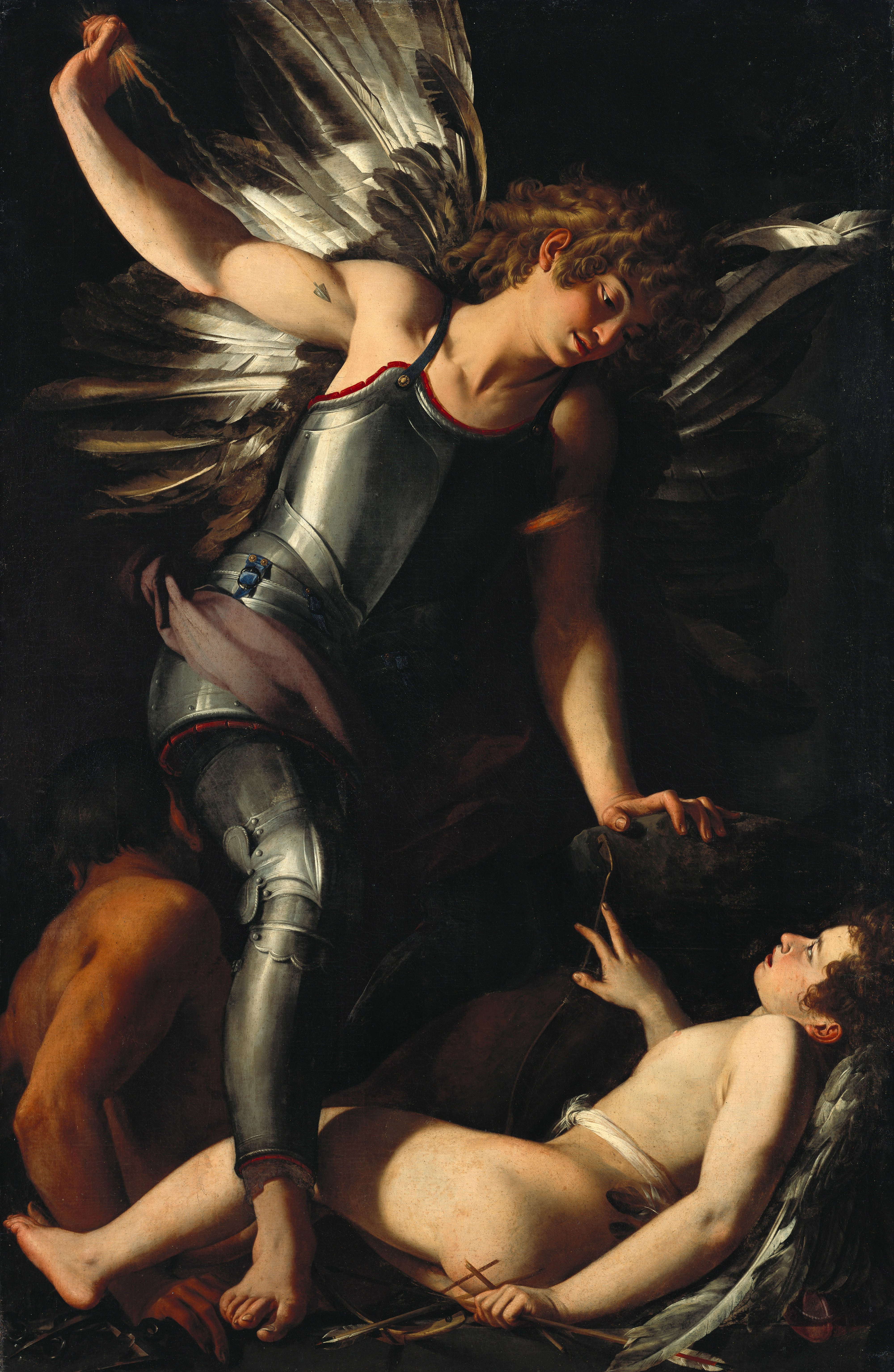
Der himmlische Amor besiegt den irdischen Amor (1601–1602)
Öl auf Leinwand, 183,2 × 121,4 cm, Gemäldegalerie, Berlin

Amor sacro e amor profano (1602–1603)
Öl auf Leinwand, 179 × 118 cm, Galleria Nazionale di Arte Antica (Palazzo Barberini), Rom

Um die Jahrhundertwende zeigte seine Malerei Tendenzen zu einem realistischeren Barock, wie bereits in dem 1598–99 gemalten Marienzyklus im Chor der römischen Kirche Santa Maria dell’Orto, für die er in den nächsten Jahrzehnten noch viele weitere Malereien schuf. Im Jahr 1600 war er neben anderen Künstlern an der von Cavalier d’Arpino geleiteten Dekoration des Querschiffs von San Giovanni in Laterano beteiligt und malte dabei die beiden Bilder der Hl. Philippus und Konstantin schenkt Papst Silvestro goldene Vasen.
Etwa um 1600 begann Baglione ziemlich plötzlich in seinen Ölgemälden einem anscheinend von Caravaggio beeinflussten naturalistischen Tenebrismus zu huldigen und schuf im Zeitraum bis etwa 1603 in dieser Art einige Bilder, die zu seinen besten gezählt werden. Darunter sind die Heiligenbilder von Petrus und Paulus (1601) sowie vom Apostel Andreas (1603) in Santa Cecilia in Trastevere, sowie ein Hl. Franziskus in Ekstase (1601, einst in der Sammlung Borghese, heute in Privatbesitz).
Ebenfalls zu dieser Phase gehört das für den Kardinal Giustiniani entstandene allegorische Bild Der himmlische Amor besiegt den irdischen Amor (1602), in dem der als großer Engel dargestellte himmlische „Amor“ eine Art Flammenpfeil auf den irdischen Amor abzielt. Das Bild soll als Gegenstück oder in einer Art Wettstreit zu Caravaggios Amor als Sieger (für den Bruder des Kardinals) entstanden sein – Bagliones irdischer Amor hat auch eindeutig Ähnlichkeit mit einer Figur von Caravaggio – und zugleich zu einem nicht erhaltenen Erzengel Michael von Orazio Gentileschi. Bagliones Gemälde wurde unter anderem von Gentileschi kritisiert, der meinte, dass der himmlische Amor zu erwachsen wirke und eigentlich auch nackt sein müsse – und tatsächlich malte Baglione eine zweite, leicht veränderte Version, die wahrscheinlich mit derjenigen im Palazzo Barberini identisch ist: Auf diesem Bild ist der himmlische Amor etwas zierlicher, weniger martialisch und leichter bekleidet. Als Belohnung erhielt Baglione vom Kardinal Giustiniani eine goldene Kette.

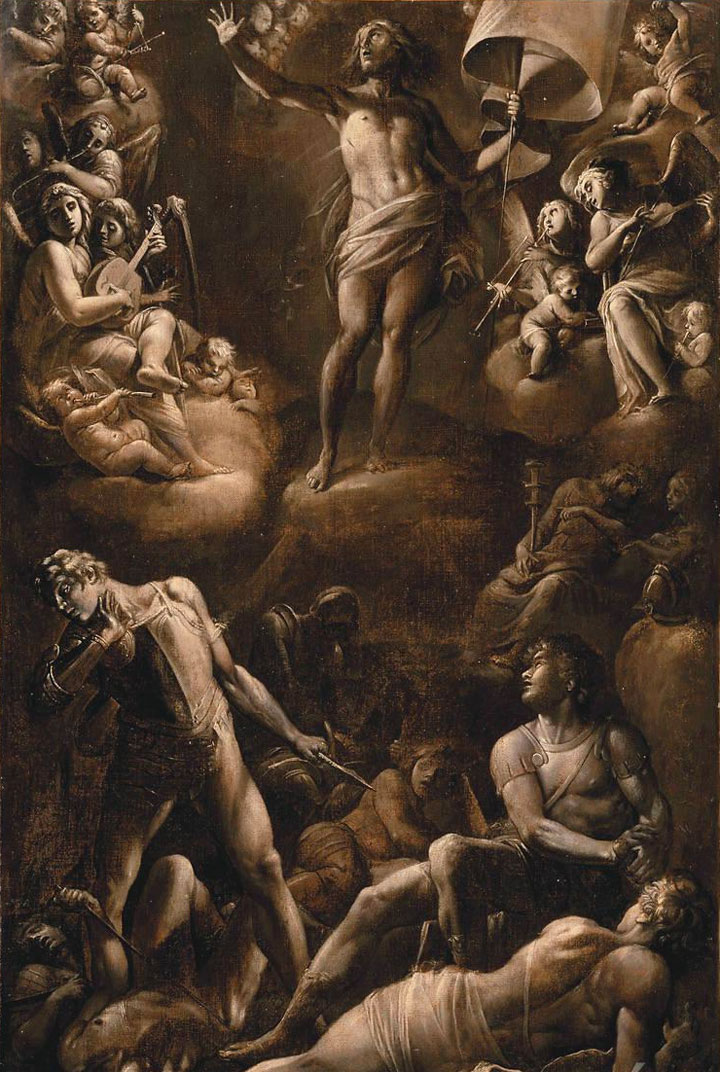
Einige Autoren meinen, diese monochrome Auferstehung Christi sei von Giovanni Baglione und ein Bozzetto zu dem Bild in Il Gesù, um das es 1603 im Verleumdungsprozess ging.
(Öl auf Leinwand, 86,0 × 56,5 cm, Louvre, Paris)

Nicht lange danach, im Jahr 1603, begannen in ganz Rom zwei Pamphlete zu zirkulieren, in denen Baglione und seine Malerei in teilweise vulgärer Sprache herabgewürdigt und zur Zielscheibe von Spott und Hohn wurde – was offenbar von Caravaggio und einigen anderen Malern angezettelt worden war. In beiden Pamphleten wurde übrigens die goldene Kette erwähnt, die Baglione für seinen Himmlischen Amor vom Kardinal Giustiniani geschenkt bekommen hatte, und die er „unwürdigerweise“ tragen würde. Baglione versuchte sich gegen die Demütigungen mithilfe eines Verleumdungsprozesses zu wehren, den er gegen Caravaggio, Orazio Gentileschi, Filippo Trisegni sowie den Architekten Onorio Longhi anstrengte. Baglione selber vermutete als Grund für die Beleidigungskampagne, dass die anderen Maler ihn wegen seines Erfolges beneideten, besonders wegen seiner kurz zuvor für die Jesuiten gemalten Auferstehung Christi, die sich ursprünglich in Il Gesù befand, aber später abgenommen wurde und heute verschollen ist; wie das Bild aussah, ist also nicht bekannt, allerdings wurde ein unsigniertes (d. h. anonymes) Bozzetto im Louvre von einigen Autoren als Vorstudie für Bagliones verlorene Auferstehung gehalten – das ist jedoch nicht sicher und wurde von anderen bestritten.
Trotz dieser Krise war Bagliones Karriere damit noch lange nicht beendet und er malte in den folgenden Jahrzehnten noch zahlreiche Kirchenbilder für Rom, Viterbo, Spoleto, Perugia oder Loreto. Ein offizieller Höhepunkt seiner Laufbahn war dabei die Auferstehung der Tabita (1607) im Petersdom, für die er mit einer Erhebung zum Christusritter belohnt wurde. Auch dieses Bild ist verloren, aber grundsätzlich durch eine Kopie aus dem 18. Jahrhundert in Santa Maria degli Angeli bekannt.
Zu seinen wichtigsten Arbeiten der nächsten Jahre gehörten die Judith in der Galleria Borghese (1608) und Fresken in der Cappella Paolina von Santa Maria Maggiore, die er 1611–1612 im Auftrag von Papst Paul V. ausführte; die letzteren zeigen eine gewisse Auseinandersetzung mit den Neuerungen im Sinne eines klassizistischen Barock von Carracci und Guido Reni. Im Palast des Papst-Nepoten Scipione Borghese schuf Baglione 1614 das Fresko Rinaldo und Armida (heute: Palazzo Pallavicini-Rospigliosi).

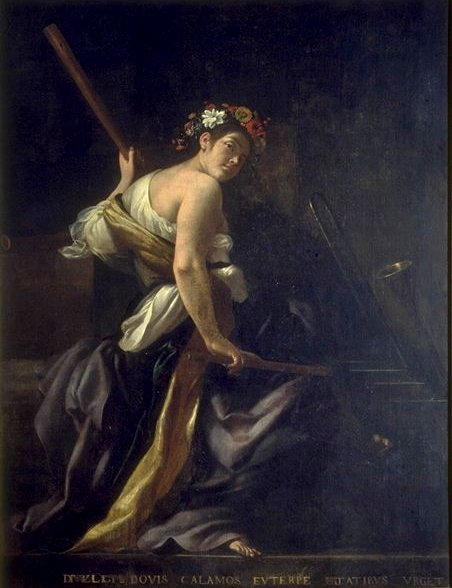
Euterpe (aus dem Musenzyklus), 1621–23,
Öl auf Leinwand, 195 × 150 cm, Musée des Beaux-Arts, Arras

Für den Herzog von Mantua, Ferdinando Gonzaga, schuf Baglione von 1621 bis 1623 einen zehnteiligen dekorativen Gemäldezyklus (in Öl) mit Apollo und den neun Musen, wobei es ihm gelang, in einer Mischung aus tenebristischen und klassizistischen Stilelementen, und teilweise in origineller Weise, jeder Muse einen ganz eigenen Charakter zu verleihen. Dem Gonzaga gefielen diese Bilder so gut, dass er eine Replik des gesamten Zyklus bestellte, welchen er der französischen Königin Maria de’ Medici zum Geschenk machen wollte (heute: Musée des Beaux-Arts, Arras; im Depot des Louvre, Paris).
Zu Bagliones letzten Werken gehören die Fresken der Kapelle des hl. Carlo Borromeo in Madonna dell’Orto (1641).
Giovanni Baglione hatte zu Lebzeiten mit seinen Gemälden einigen Erfolg, heute wird er dagegen kaum beachtet. Zu den ganz großen italienischen Künstlern seiner Generation – wie Caravaggio, Guido Reni oder Orazio Gentileschi – wird man ihn sicher nicht zählen können. Doch sind eine gerechte Beurteilung seiner Werke und sein heutiger Ruf deutlich beeinträchtigt und gefärbt durch die persönliche und gegenseitige Abneigung, die er und der seit dem 20. Jahrhundert geradezu kultisch verehrte Caravaggio füreinander empfanden, sowie durch die extrem negativen Äußerungen, die jener während des Prozesses von 1603 über Baglione machte.

### Schriftstellerisches Wirken
In seinen letzten Lebensjahren betätigte sich Giovanni Baglione auch als Schriftsteller und hat sich durch zwei Werke ein bleibendes Verdienst um die Kunstgeschichte erworben: Sein 1639 erschienenes und dem Kardinal Francesco Barberini gewidmetes Buch Le Nove chiese di Roma… ist eine Art Reiseführer durch die neun wichtigsten Kirchen Roms.

Bagliones 1644 in Rom erschienene Vite de’ pittori, scultori, et architetti… ist eine Sammlung von Künstlerbiographien, mit denen er beabsichtigte, die Vite des Giorgio Vasari fortzusetzen. Sie sind ein bedeutendes Quellenwerk über Künstler, die zwischen 1572 und 1642 in Rom wirkten. Das Buch ist indes nicht ganz frei von subjektiven und manchmal negativen Urteilen, vornehmlich über Caravaggio, dem Baglione seine gehässige Kritik vor und während des Prozesses von 1603 nie verzeihen konnte.

## Bildergalerie

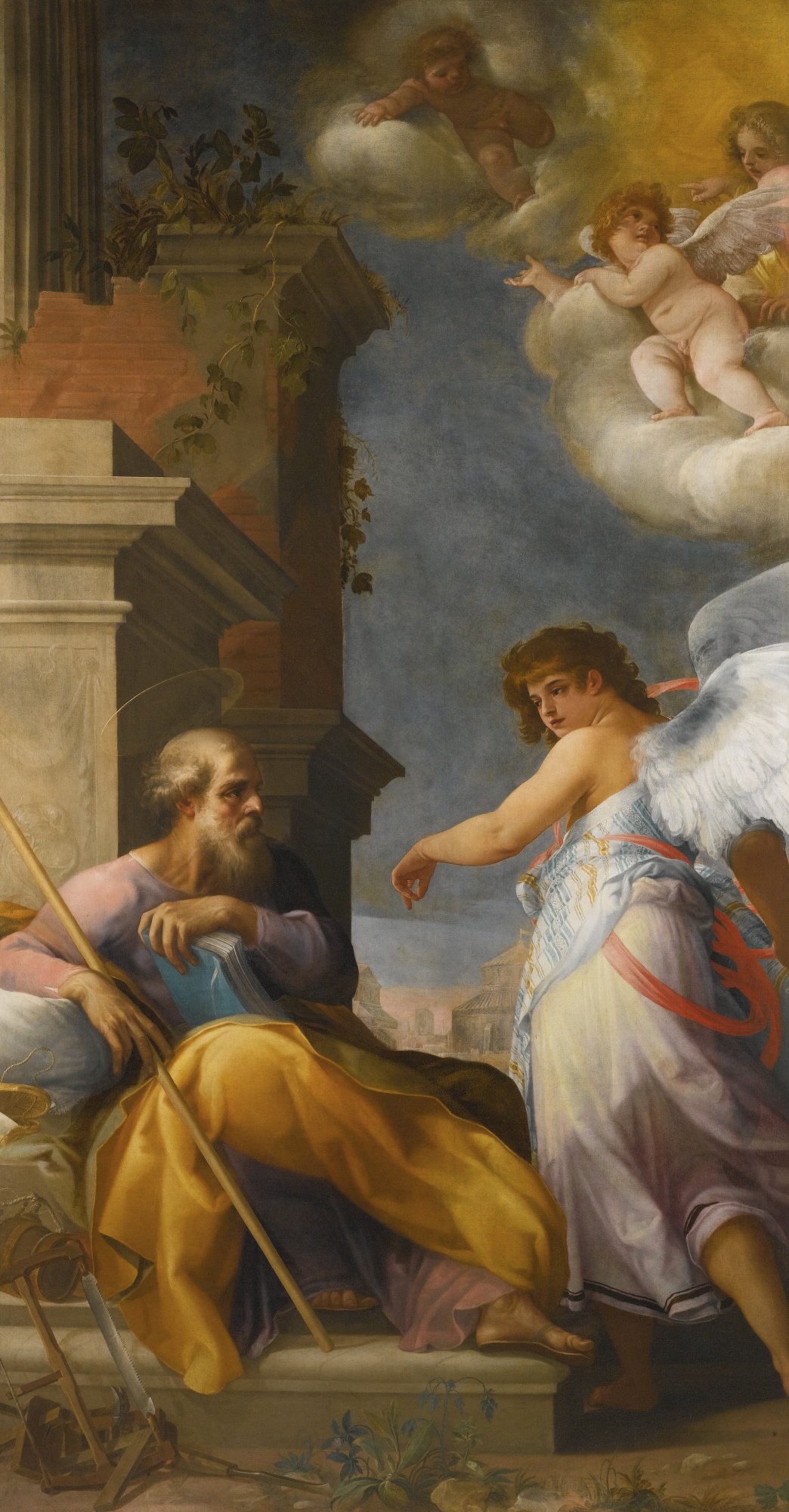
Der hl. Joseph mit dem Engel, 1599 (?) Öl auf Leinwand, 301,5 × 159,0 cm, Privatsammlung
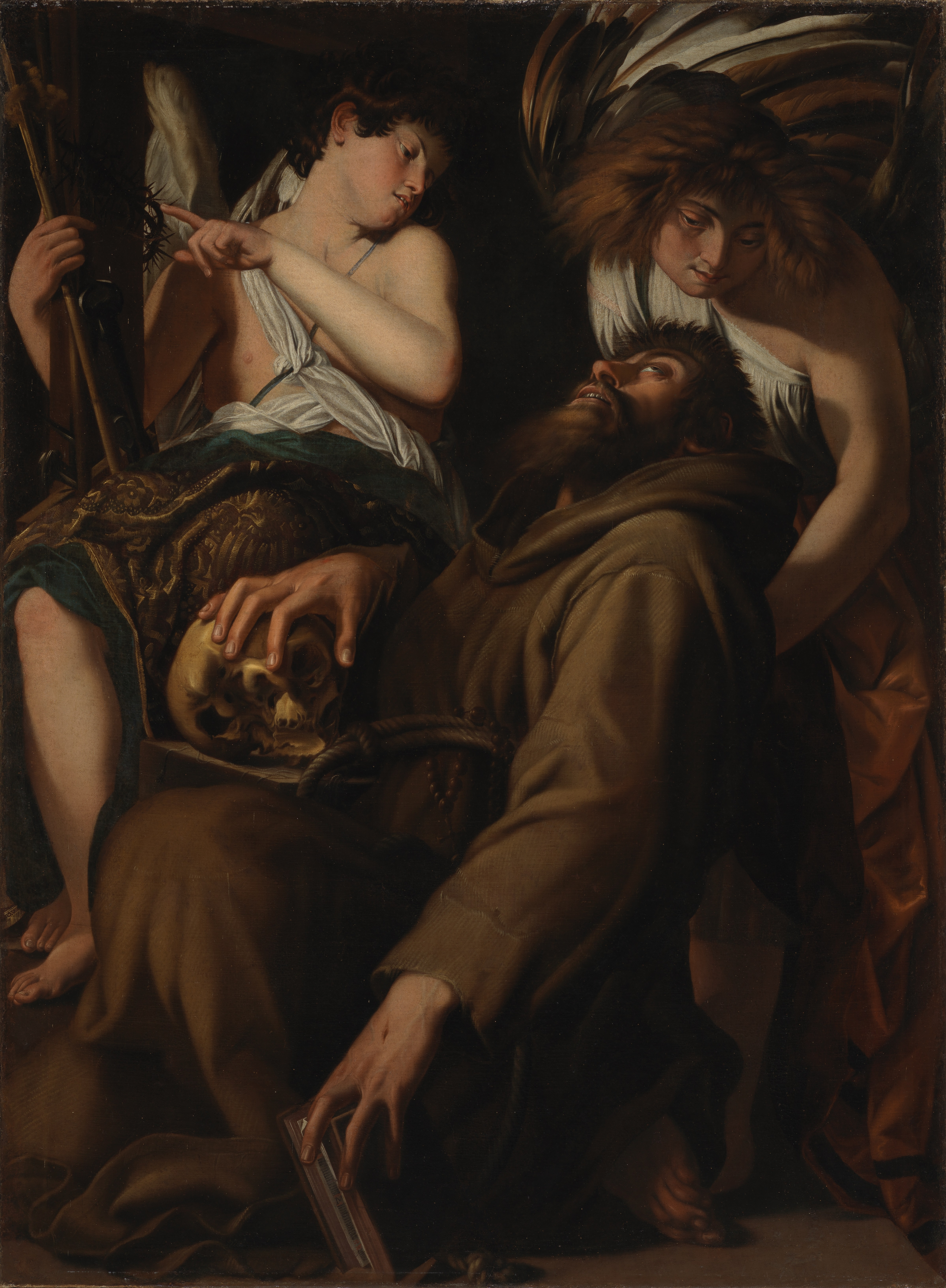
Ekstase des hl. Franziskus, 1602, Öl auf Leinwand, 156,8 × 115,2 cm, Los Angeles County Museum of Art
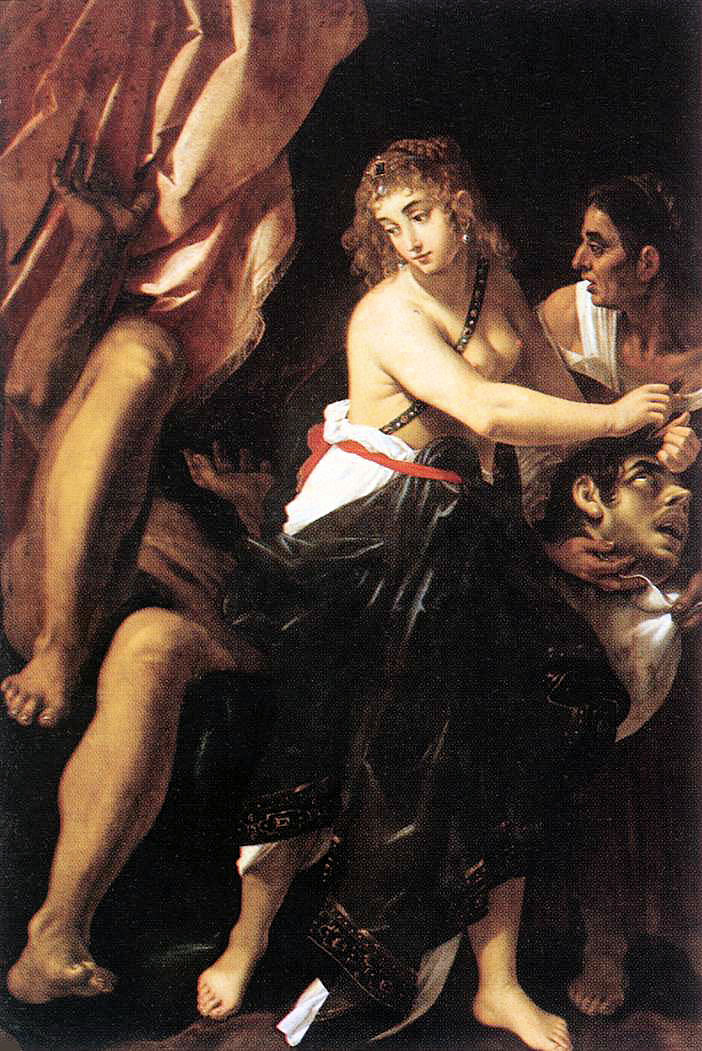
Judith mit dem Haupt des Holofernes 1608, Galleria Borghese
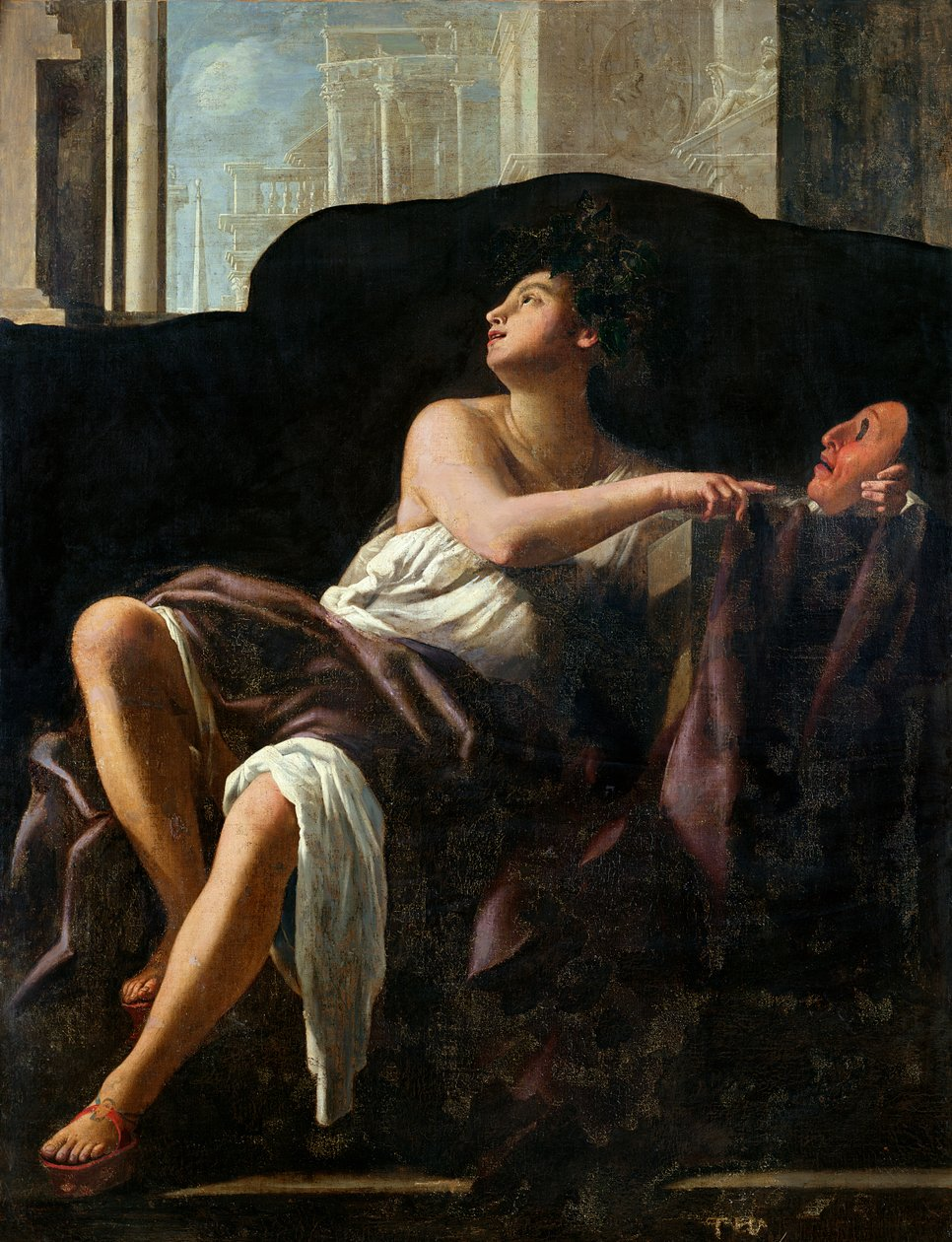
Thalia (aus dem Musenzyklus), 1621–23, Musée des Beaux-Arts, Arras
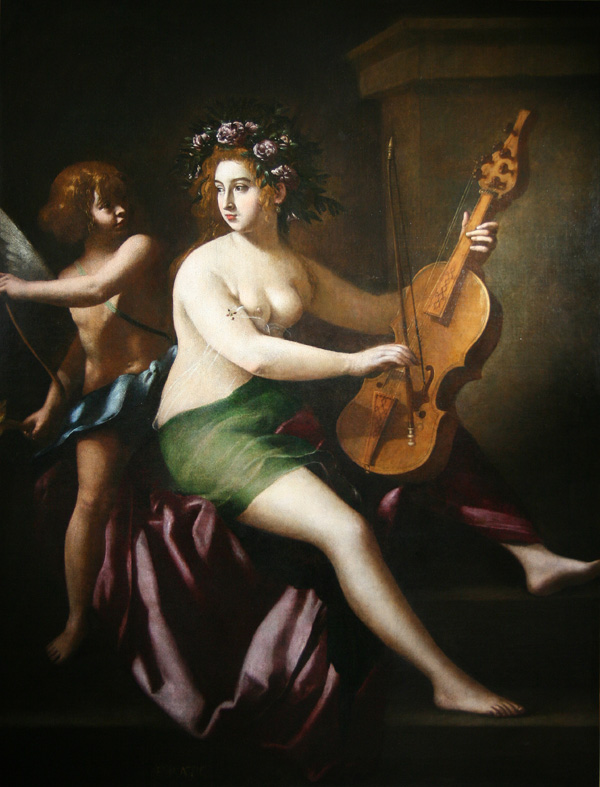
Erato (aus dem Musenzyklus), 1621–23, Musée des Beaux-Arts, Arras
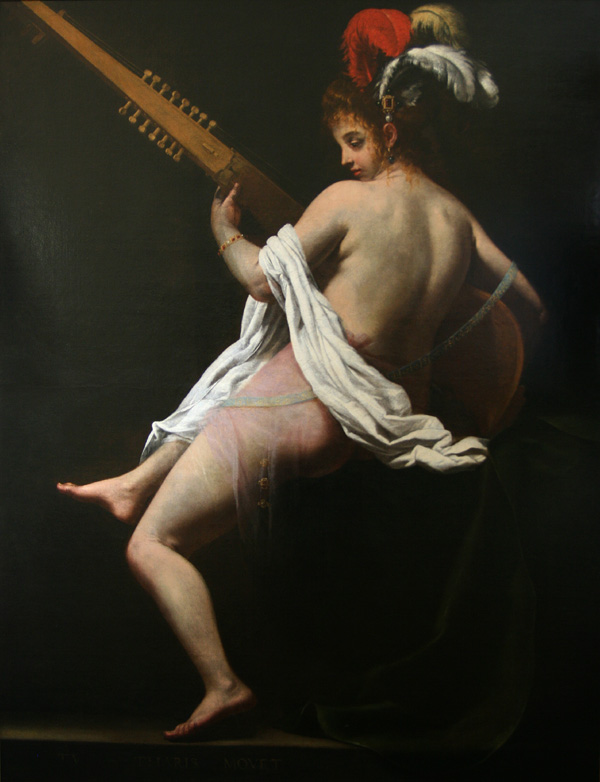
Terpsichore (aus dem Musenzyklus), 1621–23, Musée des Beaux-Arts, Arras
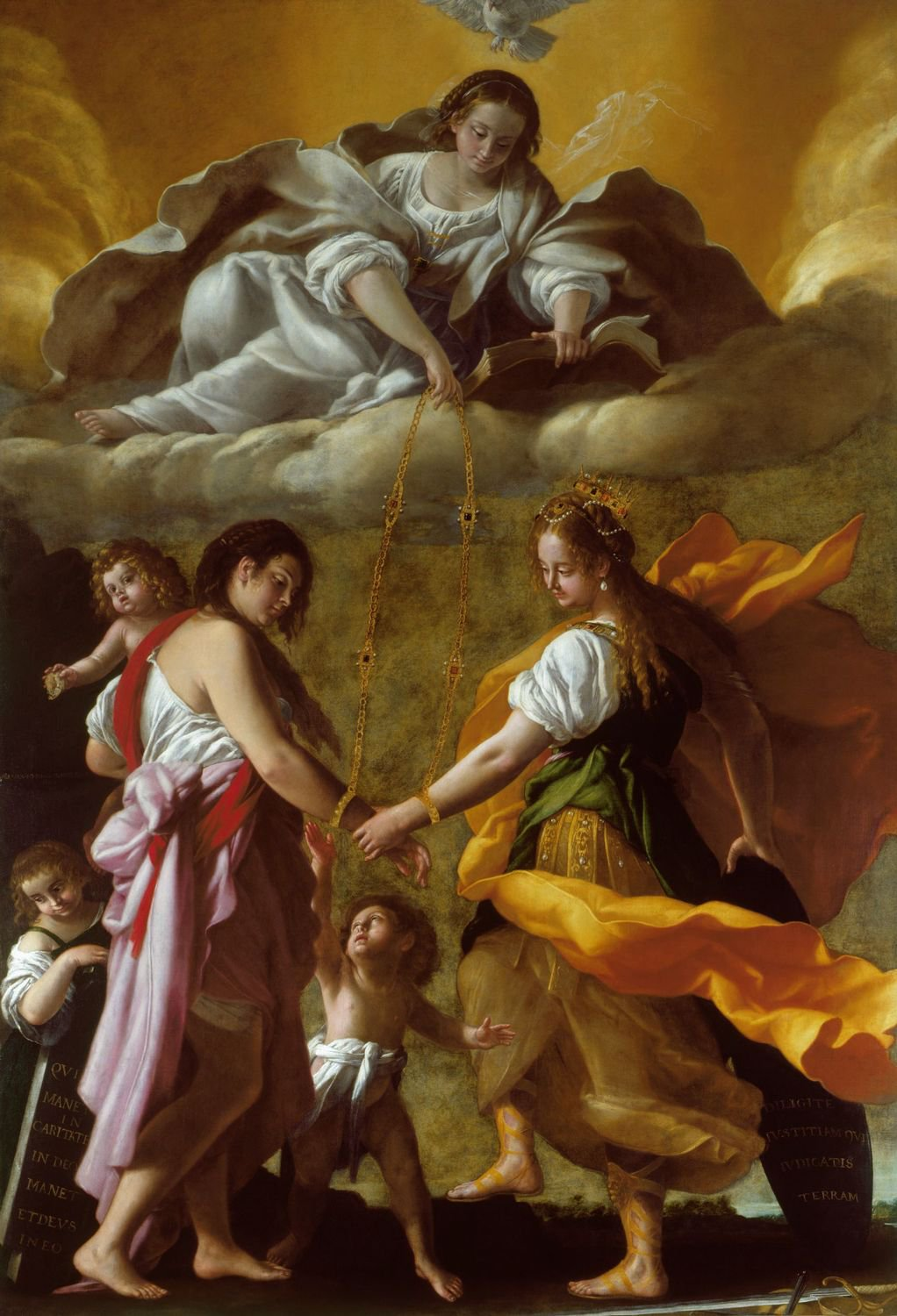
Allegorie der Verbindung von Caritas und Justitia, 1622, Öl auf Leinwand, 255,3 × 227,0 cm, Royal Collection, Windsor Castle

## Werke (Auswahl)
Schriften
- Giovanni Baglione: Le nove chiese di Roma, di Giovanni cavalier Baglione romano dell’habito di Christo. Nelle quali si contengono le historie pitture scolture, & architetture di esse, Andrea Fei, Rom 1639
  - Online im Internetarchiv (italienisch; Abruf am 14. November 2021)
  - Neuausgabe, hrsg. von Liliana Barroero, Archivio Izzi, 1990 ISBN 978-88-85760-14-1
- Giovanni Baglione: Le vite de’pittori, et scvltori et architetti : dal pontificato di Gregorio XIII del 1572 in fino a’tempi di Papa Urbano Ottavo nel 1642, Andrea Fei, Rom, 1642.
  - Online im Internetarchiv (italienisch; Abruf am 14. November 2021)
  - Neuausgabe von Jacob Hess und Herwarth Röttgen. Text und Kommentar. 3 Bände. Rom: Biblioteca Apostolica Vaticana, 1995 ISBN 88-210-0661-1

Gemälde

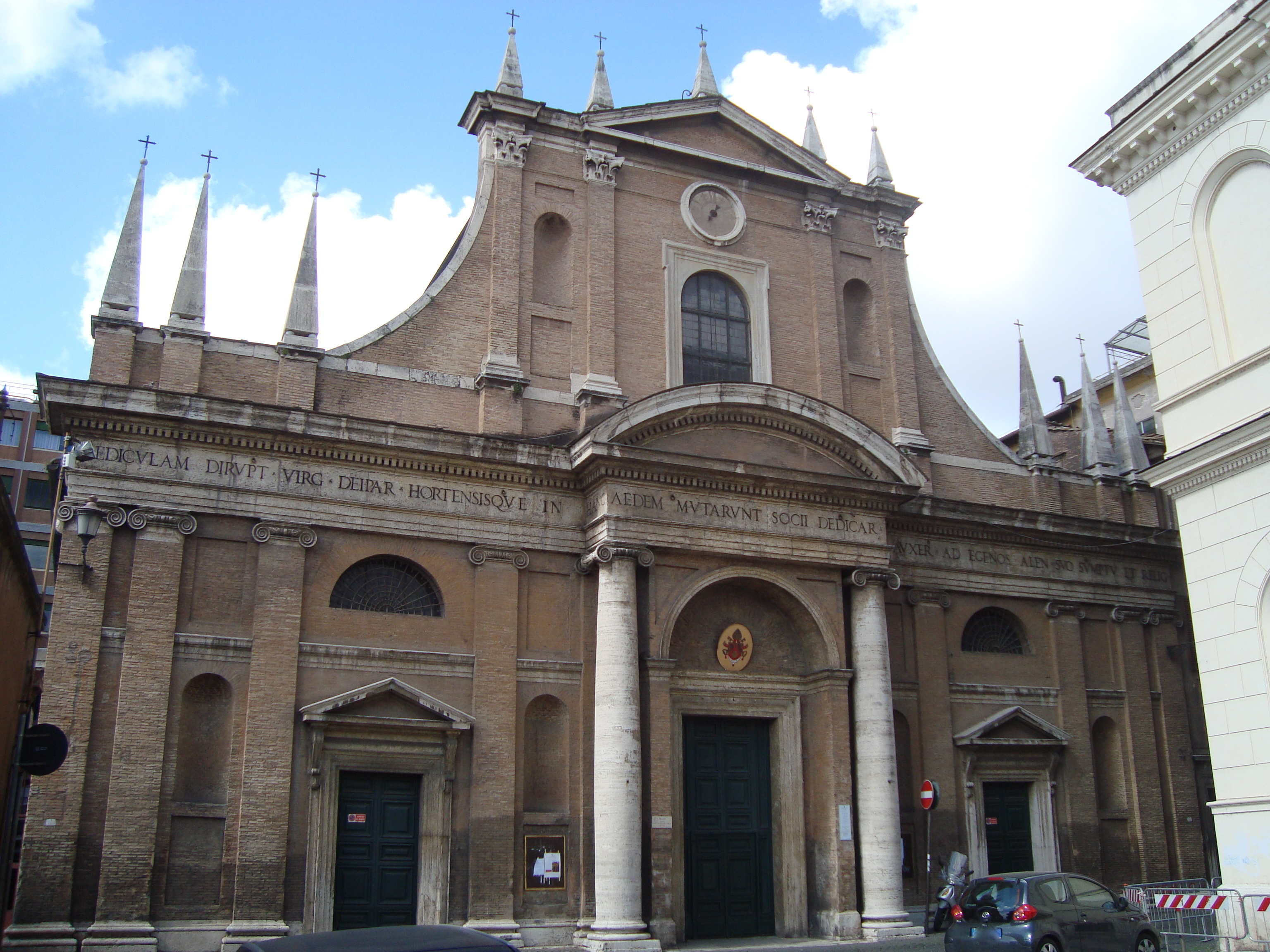
Kirche Santa Maria dell’Orto, Rom

In der Kirche Santa Maria dell’Orto, Rom:
- Leben der Jungfrau Maria, 1598–1599
- Der hl. Sebastian geheilt von Engeln, 1624
- Hl. Antonius von Padua, 1624
- Der hl. Bonaventura, 1624
- Madonna mit Kind und Heiligen, ca. 1630
- Martyrium eines hl. Diakons, ca. 1630
- Martyrium des Apostels Andreas, ca. 1630
- Der hl. Ambrosius vertreibt die Arianer aus Mailand, 1641
- Madonna mit Kind und Heiligen, 1641
- Der hl. Carlo Borromeo bei den Pestkranken, 1641.

An anderen Orten:
- Fresken: Tarquinius erwirbt die sibyllinischen Bücher, Allegorie der Geduld und die Bibliotek von Babylonien, 1589, Biblioteca Vaticana, Rom (unter Cesare Nebbia und Giovanni Guerra da Modena)
- Auferstehung Christi (bozzetto), 1601–1603, 86 × 57 cm, Musée du Louvre, Paris
- Himmlische und irdische Liebe, 1602, 240 × 143 cm, Palazzo Barberini, Galleria Nazionale di Arte Antica, Rom
- Himmlische und irdische Liebe, 1602–1603, 179 × 118 cm, Staatliche Museen zu Berlin
- Der hl. Sebastian geheilt von einem Engel, um 1603, 95,9 × 75,5 cm, Privatsammlung
- Judith mit dem Haupt des Holofernes, 1608, 220 × 150 cm, Galleria Borghese, Rom
- Zyklus zum Leben der Maria, 1608–1609, Santa Maria di Loreto, Spoleto
- Dornenkrönung Christi, 1610, ca. 163 × 116 cm, Museo Nazionale di Castel Sant’Angelo, Rom
- Freskendekor, 1611–1612, Cappella Paolina in Santa Maria Maggiore, Rom
- Fresko Rinaldo und Armida, 1614, Palazzo Pallavicini Rospigliosi, Rom
- Der hl. Carlo in Glorie, 1616, Chiesa del Crocifisso, Todi
- Drei Heilige, 1617, San Bernardino da Siena, Rom
- 10 Ölbilder Apollo und die Musen, 1621–23, Musée des Beaux-Arts, Arras, im Depot des Louvre, Paris
- Hl. Sebastian, a. 1632, Santi Quattro Coronati, Rom
- Steinigung des hl. Stephanus, 1638, Dom von Perugia
- Fresken und Altarbilder, 1630–38, Cappella Baglione in Santi Cosma e Damiano, Rom
- Herkules am Scheideweg (von Baglione?), 1640–1642 (?), 132 × 137 cm, Ljubljana, Slowenische Nationalgalerie
- Martyrium der hl. Agatha, La Valletta, Malta